# Penčo Slavejkov

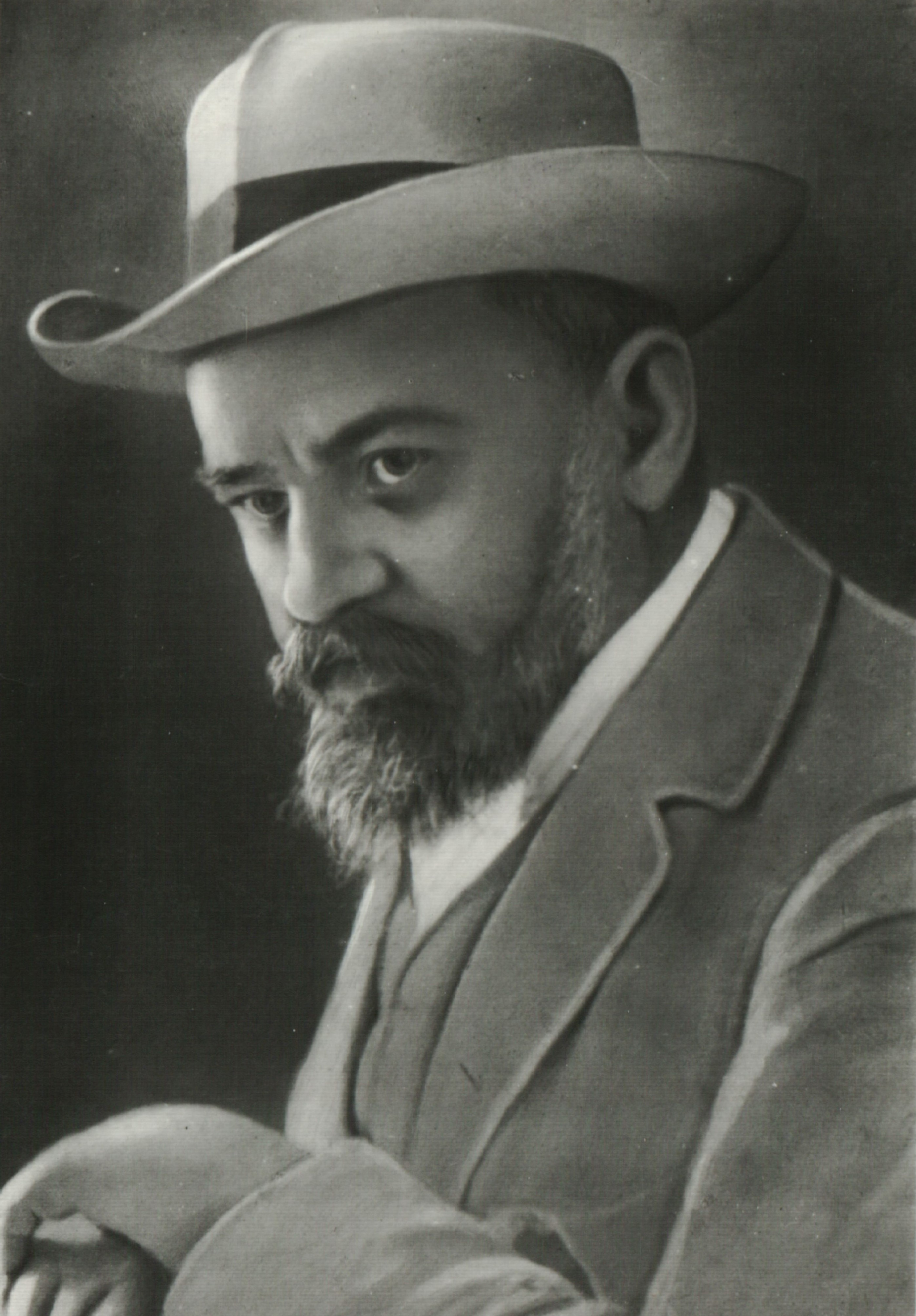
Penčo Slavejkov

Penčo Petkov Slavejkov (in bulgaro Пенчо Петков Славейков?; a volte traslitterato in italiano anche come Pencio; Trjavna, 27 aprile 1866 – Brunate, 10 giugno 1912) è stato un poeta bulgaro, membro del circolo Misăl ("Il pensiero"). Era il figlio più giovane dello scrittore Petko Slavejkov.

## Biografia ed opere
(Penčo Slavejkov, Canto insanguinato)

### Gioventù

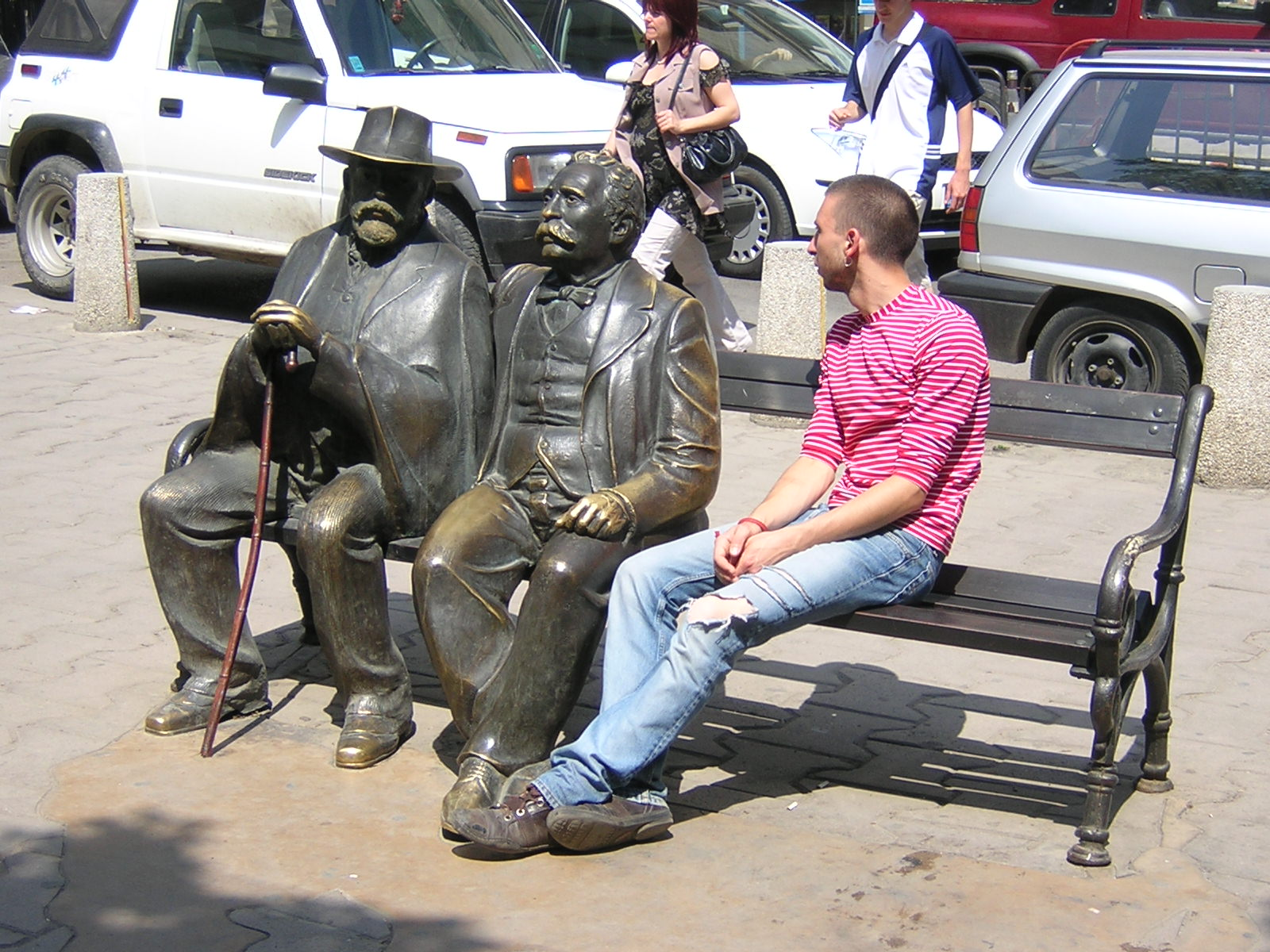
Le statue di Penčo Slavejkov (a sinistra) e suo padre Petko (a destra) in piazza Slavejkov a Sofia

Penčo Slavejkov nacque il 27 aprile 1866 a Trjavna. Studiò nella sua città natale e a Stara Zagora, dove nel 1876 suo padre Petko venne assunto come insegnante. Qui fu testimone dell'incendio di Stara Zagora al tempo della guerra russo-turca, il ricordo del quale sarebbe rimasto per sempre nella coscienza del futuro poeta. Questi "ricordi radicati così profondamente nell'anima ("враснали тъй дълбоко в душата спомени") servirono a Slavejkov per la sua opera Canto insanguinato (Kървава песен). La famiglia Slavejkov riuscì a malapena a salvarsi dall'incendio e si spostò a Tărnovo.
Penčo fu l'ultimo degli otto figli della famiglia di Petko Račov Slavejkov e di Irina Rajkova. I suoi fratelli erano Hristo, Ivan, Račo, Rajko e le sorelle Donka e Penka.
Dopo la fine della guerra si stabilirono a Sliven nel 1879 e in seguito di nuovo a Tărnovo, dove il padre pubblicò le riviste Osten e Celokupna Bălgarija, mentre Penčio prese parte alla loro divulgazione. Alla fine del 1879 la famiglia si spostò a Sofia, dove Penčo studiò fino al 1881. Dopo l'introduzione del regime d'autorità, suo padre, uno dei leader del Partito Liberale, venne arrestato, dopo di che riparò in Rumelia orientale.
Penčo continuò gli studi a Plovdiv. Nel 1883 fu uno degli incitatori della ribellione studentesca del Ginnasio Reale di Plovdiv contro il cattivo insegnamento delle materie, dopo che insegnanti come Petko Slavejkov, Petko Karavelov e Trajko Kitančev furono sostituiti con bellimbusti profumati ed "educatori" intellettualmente ignoranti (парфюмирани контета и умствено боси "възпитатели"). In questo momento si trovava sotto l'influenza non solo di suo padre ma anche dell'amico del padre Petko Karavelov. In questi anni comincia a nascere in lui l'amore per il folklore della sua nazione. Il padre e i figli annotavano i racconti popolari, le canzoni, le leggende, le tradizioni. Penčo accompagnava spesso il padre nei suoi viaggi in varie parti della Bulgaria per studi linguistici, etnografici e folkloristici, e imparava dalla fonte l'arte e la lingua del popolo.
Nel gennaio del 1884 avvenne un incidente che provò duramente il fisico di Penčo, venne ritrovato svenuto e assiderato sulle rive ghiacciate del fiume Marica, dove era andato a pattinare; Penčo sopravvisse all'assideramento, ma si ritrovò paralizzato. Malgrado le continue cure a Plovdiv, Sofia, Lipsia, Berlino, Parigi, per tutta la vita ne patì le conseguenze, un'andatura affaticata (si muoveva con l'ausilio di un bastone), scriveva sforzandosi e parlava con difficoltà. Dopo una lotta di tre mesi contro la morte, Penčo fu ossessionato da pensieri cupi, soffrì di attacchi di malinconia, dai quali cercò rimedio nei libri e nelle opere letterarie. Per uscire dalla profonda crisi gli furono d'aiuto i libri di Ivan Turgenev e di Korolenko "Essere uno scheletro" e "Il musicante cieco". Nella lotta contro la disgrazia Penčo temprò la propria volontà e cominciò a guardare alla sofferenza come a una grande maestra che innalzava lo spirito. Quest'idea trovò in seguito un'espressione letteraria in una serie di opere ("Cis moll" e altre). La concezione della sofferenza veniva rafforzata anche dalla lettura delle opere di Henrik Ibsen, Friedrich Nietzsche, Heinrich Heine e altri. In seguito all'infortunio in Penčo nacque anche l'inclinazione a dare un senso artistico alla solitudine. Le poesie che scrisse in questo periodo subivano l'influenza di Heine, le cui opere Penčo leggeva nella traduzione russa.

### Inizio dell'attività letteraria
Verso la metà del 1884 la famiglia Slavejkov tornò a Sofia. Nel 1885 Penčo si avvicinò ad Aleko Konstantinov. I due collaborarono alla rivista "Biblioteka Sveti Kliment" inserendo traduzioni di poeti russi. Durante il governo di Stambolov gli Slavejkov passarono anni molto difficili. Tutti i fratelli, persone di alta formazione scolastica, che parlavano lingue straniere, poeti, giornalisti e attivisti, in quanto democratici e russofili erano sottoposti allo stesso tempo a persecuzione e a violenze. Ciò consolidava il punto di vista critico di Penčo verso il governo di Stambolov e in generale verso la realtà socio-politica bulgara del tempo, e alimentava il suo essere democratico. Molte delle sue opere poetiche dalla fine degli anni '80 del XIX secolo fino a quasi il XX secolo sono imbevuti di pathos critico-sociale ("Paese paterno (Бащин край), "L'amato padiscià" (Любимий падишах), "Fumo vicino a Dio" (Дим до Бога), "Mango e l'orso" (Манго и мечката), "Re Davide" (Цар Давид) e altri). Contemporaneamente Penčo scrive anche lirica intima. La raccoglie nel suo primo libro "Lacrime di fanciulla" (Момини сълзи), creato sotto influenza di Heine. Presto però comprese l'immaturità della sua opera, e un anno dopo la pubblicazione riuscì a ritirare tutte le copie invendute e a bruciarle.
All'inizio dell'ultimo decennio del secolo si delineò una nuova tendenza nel pensiero poetico di Penčo Slavejkov, si addentrò nel mondo dei personaggi storici, dei grandi autori, degli eroi dello spirito. Nel 1892 sulla rivista "Misăl" (Мисъл, Pensiero) apparvero le prime redazioni dei poemi "Cis moll", "Cor cordium" (Сърце на сърцата), "Il tranquillizzato" (Успокоеният), "Frine" (Фрина). In questo periodo nella poetica di Penčo si delinearono quasi tutte le tendenze ideologico-emotive del suo genere e del suo stile, caratteristiche dell'opera poetica della sua maturità: canti patriottici, ballate, folklore, lirica intima, opere filosofico-storiche, leggende, didattica occidentale e altro.
Nel 1892 Penčo si stabilì a Lipsia per seguire i corsi di letteratura e filosofia all'università locale. Da Lipsia collaborava ogni tanto alle riviste "Misăl" e "Bălgarska Sbirka", creando i poemi "Ralica" (Ралица), "Bojko" (Бойко), "Inseparabiliì" (Неразделни), e altri poemi epici classici, i primi capitoli dell'epopea "Canto insanguinato" e molte delle miniature di "Sogno di felicità" (Сън за щастие).
Come studente Penčo si pose l'obiettivo di ampliare la sua visione della vita, della filosofia e dell'estetica, di apprendere dai grandi autori. Le lezioni che seguiva testioniano i suoi svariati interessi: storia della nuova filosofia, estetica generale, estetica dell'arte poetica, estetica del dramma, psicologia, etica, storia della filosofia, storia della letteratura tedesca, lezioni sulle opere di William Shakespeare, epica degli slavi meridionali, ecc.
L'interesse di Penčo verso la pittura e la scultura lo indirizzò all'associazione locale degli amanti dell'arte, di cui fece parte. Fu membro anche dell'associazione letteraria di Lipsia; andava alle prime teatrali. Si concentrò sulle opere di Johann Wolfgang von Goethe e di Heinrich Heine, lesse gli studi su di loro, si interessò non solo dell'arte in sé stessa ma anche della concezione filosofica ed estetica dell'arte. Tra le decine di poeti tedeschi che attiravano la sua attenzione, si distinguono Theodor Storm, Detiev von Liliencron, Richard Dehmel, Falke, Nikolaus Lenau, ecc. Attraverso le traduzioni tedesche Penčo conobbe la letteratura scandinava, esaminò le opere di Ibsen, Jakobsen e altri. Fu il primo bulgaro che conobbe le idee del filosofo danese Søren Kierkegaard; lesse i lavori di George Brandes, Christian Lous Lange, Arthur Schopenhauer, Friedrich Nitzsche.
Grazie ai suoi svariati interessi, al suo inesauribile acume si guadagnò una sorta di autorità tra gli studenti bulgari di Lipsia. Già al primo anno venne eletto come presidente della sezione bulgara dell'Associazione Accademica Slava, al secondo anno divenne invece presidente dell'Associazione. Preparò una dissertazione del tema "Heine e la Russia" ma non la concluse, perché non riusciva a lavorare come voleva nelle biblioteche russe.
A Lipsia Penčo concluse il primo libro (1896) dei "Canti epici" (Епически песни), ne preparò il secondo libro, continuò a scrivere lirica intima, andando oltre le sue prime produzioni liriche. (La raccolta "Sogno di felicità" fu frutto del pluriennale lavoro letterario in questa direzione). Pubblicò i primi testi critici, usciti nel giornale "Zname" (Знаме, Bandiera).

### Nel circolo "Misăl"
Penčo tornò in Bulgaria all'inizio del 1898 e nello stesso anno divenne membro effettivo dell'Associazione Letteraria Bulgara, l'odierna Accademia Bulgara delle Scienze. Venne nominato professore al Ginnasio maschile di Sofia e in trasferta alla Biblioteca Nazionale di Sofia. Diventò assistente del dottor Krăstjo Krăstev nel redigere la rivista "Misăl" e prese parte al circolo letterario "Misăl". Venne nominato vicedirettore (1901–1909) e quindi direttore (1909–1911) della Biblioteca nazionale, e direttore del Teatro Nazionale (1908–1909). Nel settembre 1908 prese parte a una tournée teatrale in Macedonia, che a Bitola e a Prilep e in altri villaggi si trasformò in una manifestazione culturale e sociale, di cui ispiratore e poeta direttore. Nel suo breve ruolo nel Teatro Nazionale Penčo si dimostrò un energico dirigente e un erudito regista di talento. Difendendo l'indipendenza del teatro da interferenze incompetenti, entrò in conflitto col ministro dell'istruzione Nikola Mušanov e abbandonò l'incarico.
Nel 1909 venne mandato in trasferta a Mosca per prendere parte alla celebrazione per il centenario della nascita di Nikolaj Gogol'. Insieme col professor Vasil Zlatarski riportò in Bulgaria i resti di Marin Drinov e la sua biblioteca personale. Dalla Russia Penčo scrisse alcune lettere a Mara Belčeva, nelle quali si rivelava un amante del popolo e antimonarchico, umanista e democratico. Al tempo dello Slavjanski Săbor statale (1910) in quanto diligente democratico slavofilo, sostenitore dell'idea di una unità slava di base puramente culturale e di accordo fraterno (славянско единение на чисто културна почва и на основа на братско съгласие) Penčo protestò con una lettera aperta ai delegati del Săbor e in un discorso in un'assemblea pubblica.
All'inizio di marzo del 1911 venne mandato a Costantinopoli, ad Atene, a Napoli, a Sorrento e a Roma affinché conoscesse gli edifici adibiti a biblioteca. Dopo essere ritornato a Sofia Penčo si dedicò a un lavoro febbrile: concluse la seconda parte del "Canto Insanguinato" (IV-VI canzone) e preparò l'antologia "Poeti tedeschi" (Немски поети).

### Gli ultimi anni all'estero

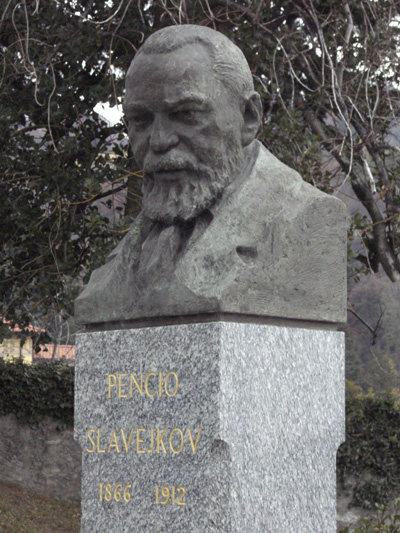
Busto di Penčo Slavejkov a Brunate

Il 10 luglio del 1911 il ministro dell'istruzione Stefan Bobčev lo licenziò dal posto di direttore della Biblioteca Nazionale e lo nominò Curatore del Museo delle Scuole presso il Ministero dell'Istruzione Nazionale. Penčo non accettò l'incarico e partì per l'estero. Prima di partire, presiedette un'assemblea, con la quale veniva fondata la branca dell'Associazione "Amici del Popolo Russo" (Приятели на руския народ) (presidente Anatole France). Alla fine di agosto Penčo era a Zurigo, dove incontrò Mara Belčeva.
Si spostò quindi in diversi posti della Svizzera, tra cui Lucerna, Göschenen, Andermatt e Lugano. La forte oppressione psichica danneggiava ulteriormente la sua salute. Penčo fece sforzi eroici per continuare a lavorare. Alla fine di novembre arrivò in Italia. Si fermò a lungo a Roma, per più di tre mesi. Nel maggio 1912 si rimise in viaggio verso Firenze e quindi verso l'Engadina, in montagna, cercando sollievo per il corpo e per l'anima. Alla fine del mese arrivò nel piccolo paese di villeggiatura di Brunate, situato sul lago di Como, al di sopra della città omonima, dove però morì il 10 giugno (28 maggio per il calendario giuliano). A causa della prematura morte, la proposta del professore svedese Alfred Jensen, traduttore del "Canto insanguinato" e di altre opere di Penčo, che gli venisse conferito il Premio Nobel per la letteratura, non venne presa in considerazione dal comitato del premio.

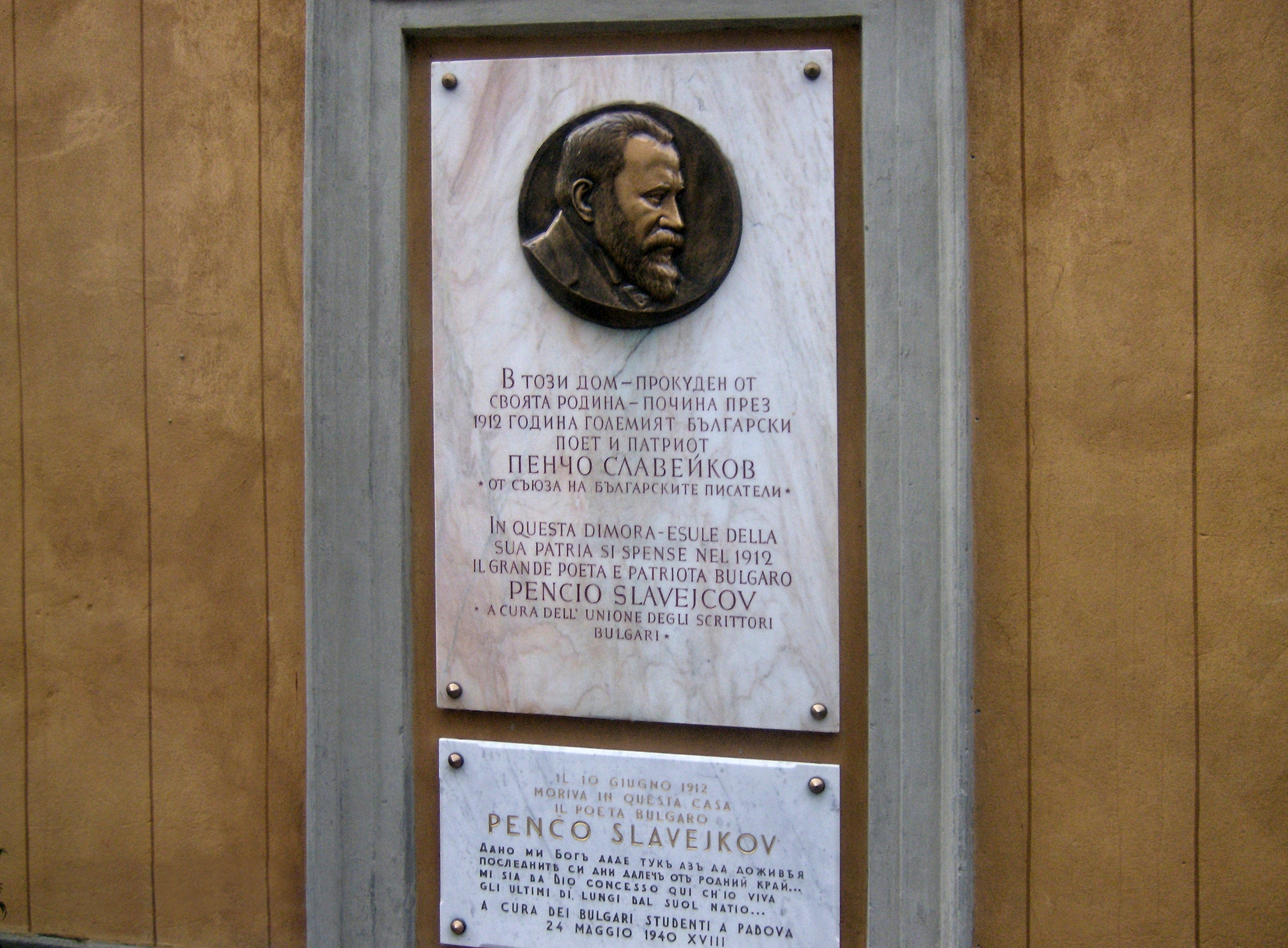
Lapidi in ricordo di Penčo Slavejkov a Brunate

Fu sepolto nel cimitero del paese; i suoi resti vennero traslati in seguito in Bulgaria, nel cimitero centrale di Sofia, nel 1921; nel 2018 la sua tomba, in stato d'abbandono e degrado, ha ricevuto un totale restauro.
A Brunate, a ricordo del poeta bulgaro, vi sono due lapidi poste su una facciata dell'albergo in cui morì e un busto in bronzo su stele di granito, opera dello scultore bulgaro Valentin Starčev, inaugurato il 24 novembre 2007 nel giardino della Biblioteca Comunale. 

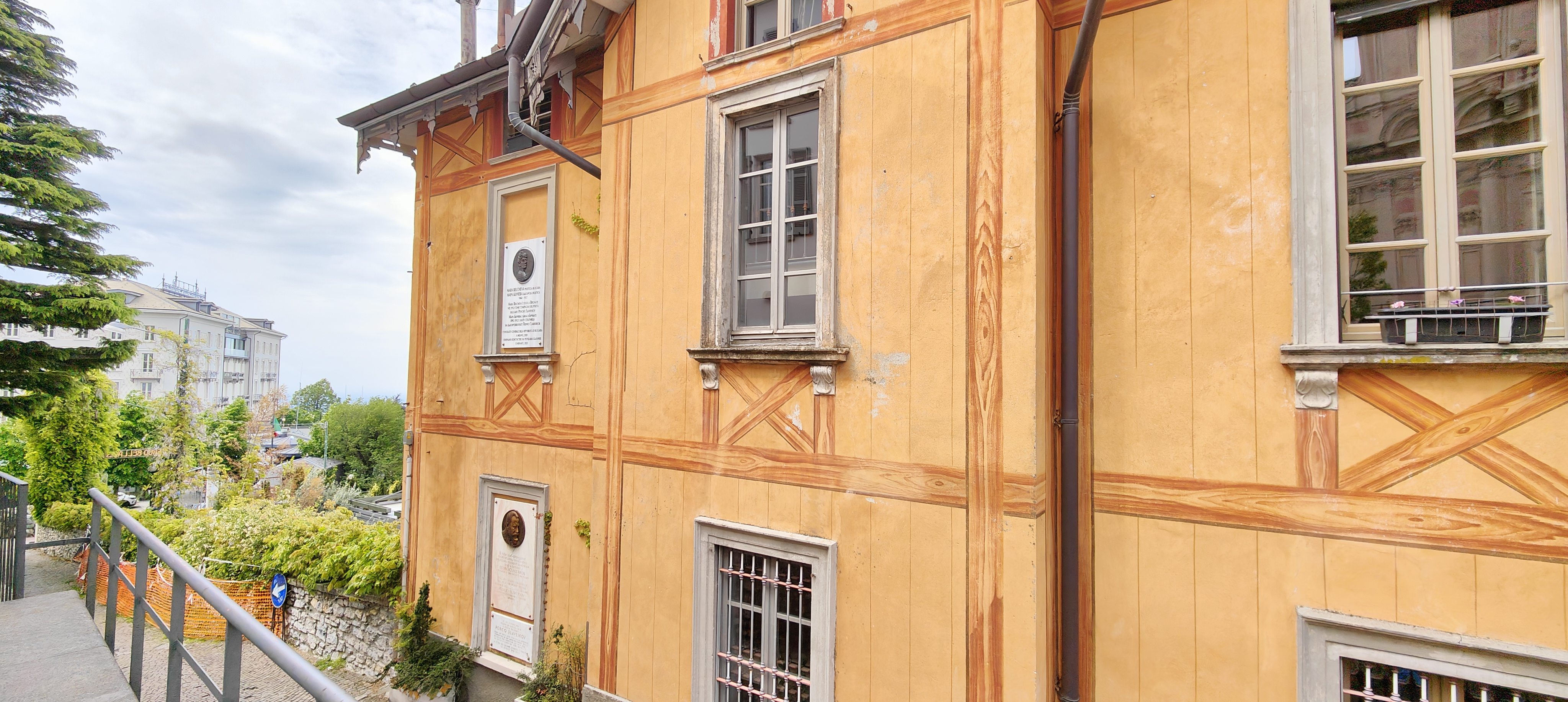
Il luogo dove è morto il poeta con le lapidi commemorative

Dal 2019, a Milano, in via Brolo, accanto alla chiesa di San Bernardino alle ossa, su una panchina del parchetto è stata posta una sua statua in bronzo su iniziativa del consolato generale di Bulgaria, che ricorda un analogo monumento di Sofia.

## Opere
- Момини сълзи - Momini sălzi (Lacrime di fanciulla, 1886)
- Епически песни - Epičeski pesni (Canti epici, 1908)
- На острова на блаженните - Na ostrova na blažennite (Nell'isola dei beati, 1910)
- Кървава песен - Kărvava pesen (Il canto insanguinato, incompiuto)